# 金禹旻
金禹旻（韩语： Kim Woomin，2001年8月24日—），韩国男子游泳运动员，主攻自由泳，曾获得2022年亚洲运动会男子400米、800米自由泳金牌，4×200米自由泳接力金牌和男子1500米自由泳银牌。他也曾参加2020年夏季奥林匹克运动会。